# Old Faithful

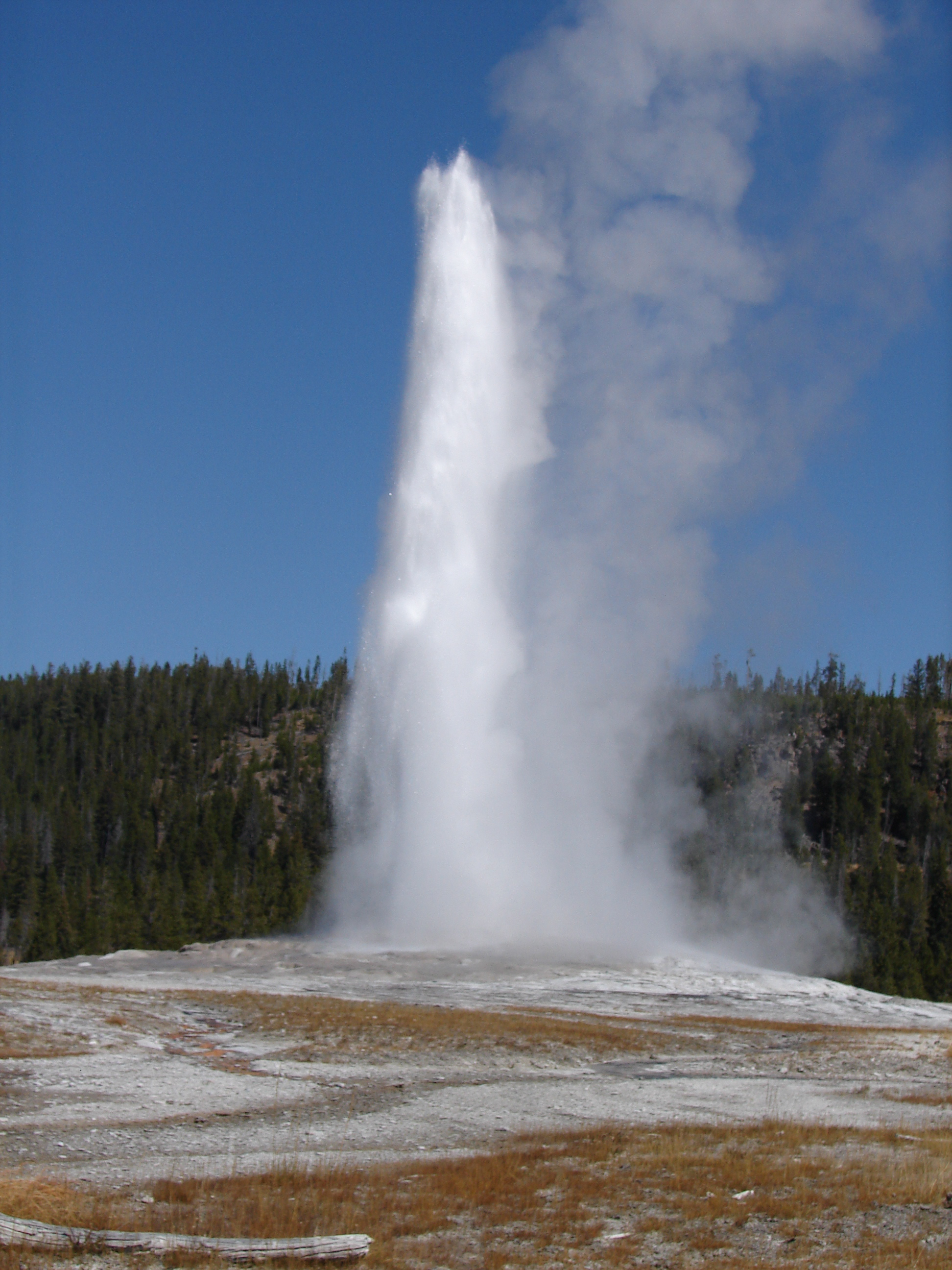
Geiser Old Faithful en erupción

El Old Faithful, traducido al español como Viejo Fiel, es uno de los géiseres más conocidos del parque nacional de Yellowstone, en Wyoming, Estados Unidos. Allí se encuentran unos 100 géiseres activos, entre ellos el Old Faithful que expulsa agua cada 90 minutos durante un periodo de 5 minutos y alcanza alturas entre 55 y 75 metros.
"Old Faithful" es la imagen más famosa del parque nacional de Yellowstone. Según algunas fuentes, es el géiser más famoso del mundo. Recibió su nombre cuando fue descubierto en 1870 debido a la regularidad de sus erupciones. Esta regularidad no es perfecta, pero los trabajadores del parque predicen erupciones cada hora con una incertidumbre de ±10 minutos y un 90% de exactitud. El intervalo promedio entre erupciones es de 90 minutos, pero es bimodal, y las erupciones más duraderas son seguidas por intervalos más largos.